# Meis
Meis település Spanyolországban, Pontevedra tartományban. Meis Barro, Poio, Meaño, Ribadumia, Vilanova de Arousa és Portas községekkel határos. Lakosainak száma 4703 fő (2024).

## Népesség
A település népessége az elmúlt években az alábbi módon változott:
| Lakosok száma | 4949 | 5004 | 4982 | 5002 | 4992 | 5033 | 4788 | 4791 | 4735 | 4703 |
|               | 2001 | 2004 | 2007 | 2009 | 2012 | 2014 | 2017 | 2019 | 2022 | 2024 |